# Knappsäv
Knappsäv (Eleocharis palustris)(L.) är en växt i familjen halvgräs.

## Habitat
Knappsäv är vanlig från Skåne till Norrbotten, i fjällen dock sällsynt. Ibland påträffas arten även på havsstränder, men då oftast där sötvatten rinner fram

## Biotop
Knappsäv växer i eller vid sötvatten eller på fuktig jord, i diken, kärr, dammar.

## Användning
Stråna kan användas för flätning av mattor.
Till nöds som boskapsbete, när ej bättre betesmark står till buds.

## Etymologi
Palustris = växer i kärr, av latin palus = kärr.